# Kristo Salminen
Kristo Poika Salminen (* 21. August 1972 in Helsinki, Finnland) ist ein finnischer Schauspieler.

## Leben
Kristo Salminen ist der Sohn der Schauspieler Esko Salminen und Heidi Krohn. Väterlicherseits sind seine Großeltern die Schauspieler Tauno Palo und Kyllikki Väre. Mütterlicherseits sind seine Großeltern der Literaturprofessor Eino Krohn und die Schauspielerin Kerttu Krohn. Die Schauspielerin Kreeta Salminen ist väterlicherseits und die Schauspielerin Sanna Fransman mütterlicherseits seine Halbschwester.
Sein Schauspielstudium schloss Salminen 1997 an der Theaterakademie Helsinki ab.  Bereits während seiner Jugend spielte er in unterschiedlichen Film- und Fernsehprojekten mit. So war er 1986 in einer Nebenrolle in dem Märchenfilm Die Schneekönigin zu sehen. Insgesamt wirkte Salminen in über 50 Film- und Fernsehprojekte mit und war in Filmen wie Ambush 1941 – Spähtrupp in die Hölle und Road North – Nordwärts sowie Serien wie Bordertown und Deadwind zu sehen.
Salminen ist mit der Schauspielerin Johanna Kokko verheiratet, mit der er drei gemeinsame Söhne hat.

## Filmografie (Auswahl)
- 1986: Die Schneekönigin (Lumikuningatar)
- 1998: Feuerschlucker (Tulennielijä)
- 1999: Ambush 1941 – Spähtrupp in die Hölle (Rukajärven tie)
- 2012: Road North – Nordwärts (Tie pohjoiseen)
- 2016: Nurses (Syke, Fernsehserie, eine Folge)
- 2018: Arctic Circle – Der unsichtbare Tod (Ivalo, Fernsehserie, zwei Folgen)
- 2019: Bordertown (Sorjonen, Fernsehserie, zwei Folgen)
- 2020: Deadwind (Karppi, Fernsehserie, drei Folgen)
- 2021: Wingman (Luottomies, Fernsehserie, eine Folge)
- 2022: Made in Finland (Fernsehserie, eine Folge)